# Aleksandrów
Aleksandrów [alɛkˈsandruf] é uma aldeia localizada no distrito administrativo de Panki, do condado de Kłobuck, voivodia de Silésia, no sul da Polônia. A aldeia tem uma população de 136 habitantes.